# Curìa
Curìa (Curìa in dialetto catanese) è un quartiere della città di Catania facente parte della V Circoscrizione (Monte Po  Nesima - San Leone  Rapisardi). 

## Origine del toponimo
Il toponimo Curìa deriva dall'omonima collina su cui sorge l'odierno quartiere.

## Geografia
Il quartiere Curìa sorge nella parte centrale dell'abitato di Catania, in una zona intermedia fra i quartieri del centro storico e quelli periferici a nord. 
Esso confina a nord con il quartiere Cibali, a sud con i quartieri San Leone e Fortino, ad ovest con il quartiere Nesima Inferiore, e ad est con il quartiere Arcora e Chiusa del Tindaro.
Strada principale è la Via Curìa, che collega il Viale Mario Rapisardi con il Viale delle Medaglie d'Oro. Fanno parte della zona oltre ad un tratto del summenzionato Viale Rapisardi, anche, Piazza Risorgimento, il tratto iniziale del Corso Indipendenza, il tratto finale di Via Ammiraglio Caracciolo, Viale Montenero, Via XXXI Maggio.

## Storia
Fondo sciaroso di proprietà della famiglia Curìa, fu una delle zone di Catania coperte dalla colata lavica dell'Etna del 1669, che raggiunse la città e seppellì il Lago di Nicito e il fiume Amenano da cui era attraversato.
Sorto come piccolo borgo rurale esterno alla città dopo il terremoto del 1693, l'area di Curìa fu tra le zone interessate dal piano di risanamento e di espansione dell'abitato di Catania redatto nel 1888 dall'architetto Bernardo Gentile Cusa, e adottato dall'amministrazione comunale, ma lo sviluppo edilizio cominciò solo a partire dagli anni Trenta del XX secolo.
L'attività edificatoria nella zona, interrotta a causa degli eventi bellici, registrò maggiore impulso dopo l'adozione nel 1964, del Piano Regolatore Generale redatto dall'urbanista Luigi Piccinato, che comportò la demolizione di molti vecchi edifici e la conseguente costruzione di moderni edifici ad uso residenziale, specie sul Viale Mario Rapisardi.

## Monumenti e luoghi d'interesse
Quartiere ad alta densità abitativa per la cospicua presenza di edifici residenziali, non vi sono nel complesso beni architettonici di rilievo.
Sulla Via Curìa, all'incrocio con via Saffi, si trova una chiesetta intitolata al culto di San Francesco di Paola, probabilmente edificata nel XIX secolo. Luogo di culto cattolico di riferimento per una parte del quartiere è la Chiesa di San Luigi Gonzaga, ubicata nel Viale Rapisardi, eretta nel 1964 e realizzata su progetto dell'architetto Giacomo Leone.
Curìa fu una delle zone attraversate dall'Acquedotto romano di Catania, di cui alcuni resti si trovano in Villa Curìa, e sono sottoposti a vincolo archeologico. Villa Curìa, è un edificio che si trova tra Corso Indipendenza e Piazza Risorgimento, sorta come convento dei Gesuiti nel 1635, e poi divenuta abitazione civile. Di proprietà del Comune di Catania dal 2003, è in stato di abbandono, e dal 2012 alcuni locali sono stati dati in concessione ad una ONLUS di volontariato animalista che si occupa della cura e il mantenimento della colonia felina presente nell'immobile.

## Istruzione
Nel quartiere sorge un istituto scolastico di istruzione primaria.

## Economia
L'economia del quartiere Curìa si basa esclusivamente sul settore terziario. Notevole è la presenza di esercizi commerciali, soprattutto al Viale Rapisardi.

## Trasporti
La zona è regolarmente servita dai mezzi pubblici dell'AMT, e vi transitano gli autobus delle linee 443, 522, 621, 642, 902, 932.